# Gat habana brown
El gat havana brown és una raça de gat que es reconeix al Regne Unit i als Estats Units, a l'Europa continental s'identifica amb la varietat xocolata del gat oriental.
Té el seu origen en els programes de criança dels anys cinquanta, però els avenços posteriors a banda i banda de l'Atlàntic han donat lloc a dues races aparentment similars però diferenciades.